# Coniferiporia
Coniferiporia is een geslacht van schimmels behorend tot de familie Hymenochaetaceae. De typesoort is Coniferiporia qilianensis.

## Soorten
Volgens Index Fungorum telt het geslacht drie soorten (peildatum januari 2022):
| Soortnaam                   | Auteur(s)                                             | Publicatiejaar |
| --------------------------- | ----------------------------------------------------- | -------------- |
| Coniferiporia qilianensis   | (B.K. Cui, L.W. Zhou & Y.C. Dai) L.W. Zhou & Y.C. Dai | 2016           |
| Coniferiporia sulphurascens | (Pilát) L.W. Zhou & Y.C. Dai                          | 2016           |
| Coniferiporia weirii        | (Murrill) L.W. Zhou & Y.C. Dai                        | 2016           |